# Jan Morsing
Jan Morsing (Winterswijk, 17 september 1938 – Utrecht, 8 februari 1997) was een Nederlands voetbaltrainer.
Morsing studeerde in de jaren vijftig aan het CIOS in Overveen. Tijdens zijn militaire dienst was hij sportinstructeur bij de marechaussee in Apeldoorn. Hij was tussen 1969 en 1970 trainer van de toenmalige tweededivisionist AGOVV. Van 1973 tot 1979 was hij bij FC Twente assistent-trainer onder zijn zwager Spitz Kohn. Voor FC Twente was dit een zeer succesvolle periode, waarin het meedeed in de top van de Nederlandse Eredivisie en de subtop in het Europees voetbal. In 1977 won het team de KNVB beker. Toen Kohn vanaf maart 1979 door overspannenheid uit de running was, nam Morsing het trainerschap van Twente enkele weken waar.
In 1979 werd Morsing hoofdtrainer bij FC VVV, dat uitkwam in de Eerste divisie. In de twee seizoenen dat hij actief was bij VVV, werd Morsing respectievelijk 12e en 13e met zijn ploeg. In 1981 vertrok hij naar Heracles. Bij VVV werd hij opgevolgd door zijn assistent Sef Vergoossen.
Met Heracles eindigde Morsing in zijn eerste seizoen als 16e in de Eerste divisie. In november 1982 werd hij op non-actief gesteld. Hij werkte vervolgens bij de amateurclubs Quick '20 en AGOVV. In 1988 keerde hij terug bij Heracles, waar hij samen met technisch manager Arend Steunenberg de verantwoordelijkheid kreeg over het eerste elftal. Met onder andere aanvallers Folkert Velten en Evert Bleuming eindigde het team als twaalfde. Morsing werd opgevolgd door Henk van Brussel en vertrok naar FC Twente, waar hij tot 1997 werkzaam was als jeugd- en assistenttrainer en als technisch coördinator.
Op 8 februari 1997 overleed Morsing op 58-jarige leeftijd aan een hartstilstand. Hij werd onwel terwijl hij in de dug-out zat tijdens een wedstrijd tussen de jeugdteams van FC Utrecht en FC Twente.